# Landhaus Klagenfurt

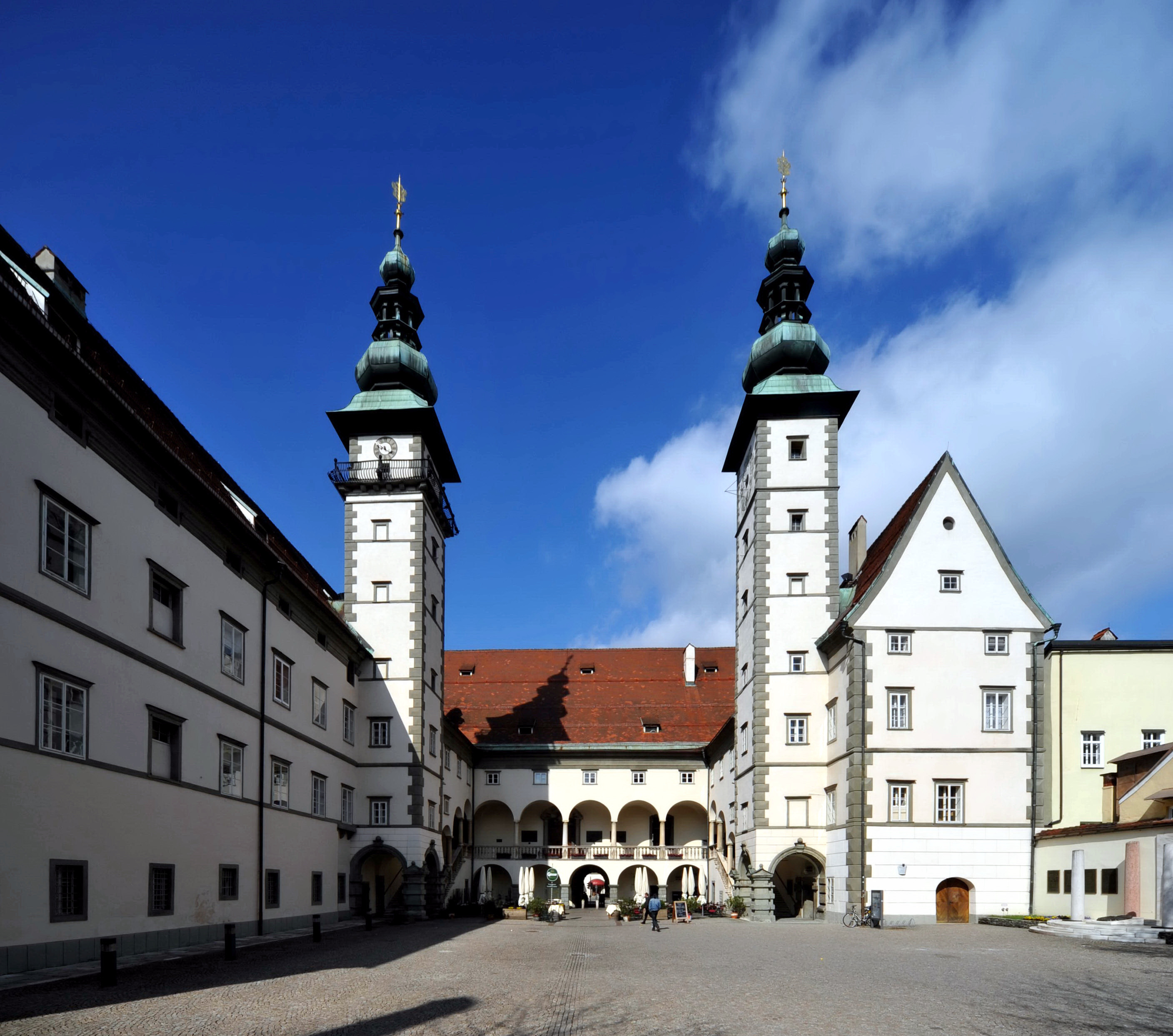
Landhaushof im Frühjahr

Das Landhaus Klagenfurt ist ein historisch bedeutender und zugleich repräsentativster Profanbau in der Kärntner Landeshauptstadt Klagenfurt. Es befindet sich zwischen dem Heiligengeistplatz und dem Alten Platz am Rand des ältesten Teils der Klagenfurter Innenstadt. Das Landhaus wurde in den Jahren 1574 bis 1594 im Zuge des Ausbaus und der Befestigung der Stadt durch die Kärntner Landstände errichtet. Es ist bis heute Sitz des Kärntner Landtags.

## Historischer Hintergrund
Im ausgehenden 15. und dem beginnenden 16. Jahrhundert war Kärnten nahezu sich selbst überlassen, die habsburgischen Landesfürsten residierten als Kaiser in Wien oder Prag, während sich die Landstände, die Vertreter von Adel und hoher Geistlichkeit, sich mit Einfällen der Osmanen und Aufständen auseinandersetzen mussten. Der Kärntner Bauernaufstand im Jahr 1478 wandte sich gegen neu erhobene Steuern, und im Jahr 1515 gingen von der Krain und der Südsteiermark erneut Rebellionen aus, die in der Besetzung Althofens und St. Veits, der damaligen Kärntner Hauptstadt, gipfelten.

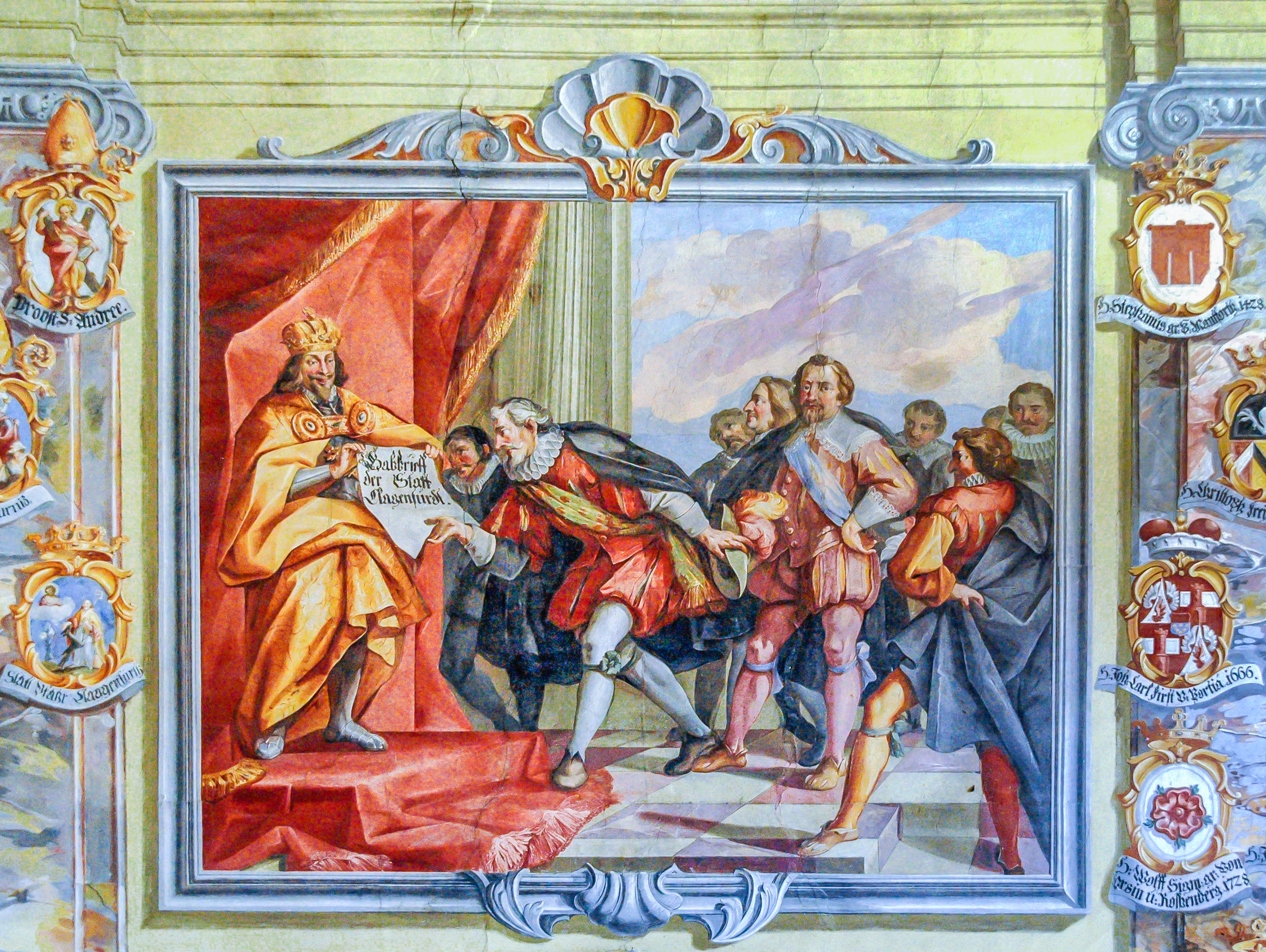
Kaiser Maximilian schenkt den Ständen die Stadt Klagenfurt. Fresko von J. F. Fromiller, Großer Wappensaal

Die Aufstände konnten zwar durch die Aufbietung von Militär zunächst befriedet werden, die Ereignisse bestärkten jedoch den Wunsch der „Ehrsamen Landschaft“ nach einem Sitz, der ihnen und nicht fremden Landesfürsten unterstand. Sie wählten die Stadt Klagenfurt, die im Jahr 1514 durch einen Brand fast vollständig zerstört worden war, und wandten sich an Kaiser Maximilian I. mit der Bitte, ihnen die Stadt zu überlassen. Da sowohl dem kaiserlichen Hof als auch der Stadt selbst die Mittel für einen Wiederaufbau fehlten, verschenkte Maximilian sie im Jahr 1518 an den wohlhabenden einheimischen Adel. Die Landstände ließen die Stadt im Lauf des 16. Jahrhunderts wieder aufbauen und befestigen und machten Klagenfurt zur neuen Hauptstadt Kärntens.
Bereits ab dem Jahr 1527 wurde der 4,5 Kilometer lange Lendkanal angelegt, der die Stadt mit Wasser aus dem Wörthersee versorgte, den ab dem Jahr 1534 ausgehobenen Stadtgraben speiste und als Transportweg für Baumaterialien für die Neubauten diente. Mit dem Ausbau der Stadt selbst wurde im Jahr 1534 begonnen. Innerhalb der neu errichteten Stadtmauer entstanden südlich des alten Stadtkerns, Bauwerke, die auch heute noch das Antlitz Klagenfurts prägen. Die ab dem Jahr 1581 errichtete evangelische Predigerkirche (der spätere Klagenfurter Dom), der Lindwurmbrunnen, der im Jahr 1593 auf dem Neuen Platz aufgestellt wurde, sowie das in den Jahren 1574 bis 1594 erbaute Landhaus, das als Sitz der Landstände dienen sollte.

## Geschichte

### Vorgängerbauten im Spätmittelalter
Das an seinem heutigen Standort im Jahr 1246 neu gegründete Klagenfurt erhielt zwar bereits im Jahr 1252 Stadtrechte, im Spätmittelalter waren in Kärnten aber die Städte St. Veit und Völkermarkt die bedeutsameren landesfürstlichen Residenzen. Offenbar wurde mit der Neuerrichtung der Stadt dennoch auch eine erste Burg gebaut. Für das Jahr 1258 sind Klagenfurter Kastellane erwähnt und eine Burg wird in einer Urkunde Herzog Ulrichs III. aus dem Jahr 1268 genannt. Über die Größe und Lage dieser Burg ist nichts bekannt, ihr Standort wird am Westabschluss des Alten Platzes vermutet. Weder die Spanheimer Herzöge im 13. Jahrhundert, noch die habsburgischen Landesfürsten, in deren Besitz das Herzogtum Kärnten im Jahr 1335 überging, nutzten die Burganlagen als Herrschaftssitz; erstere residierten in St. Veit, von letzteren nahm keiner dauerhaft in Klagenfurt seinen Wohnsitz.
Die erste Burg kam im Jahr 1489 durch Schenkung des Kaisers in den Besitz der Klagenfurter Bürgerschaft. Zu diesem Zeitpunkt existierte bereits eine zweite landesfürstliche Burg, die im Verlauf des 15. Jahrhunderts errichtet worden war. Die genaue Lage dieses zweiten Baus ist nicht dokumentiert, sie befand sich aber in unmittelbarer Nähe der älteren Burg und zumindest teilweise an der Stelle des heutigen Landhauses.

### Bau des Landhauses (1574–1594)
Das Landhaus sollte die alte landesfürstliche Burg ersetzen, die bei einem Stadtbrand im Jahr 1535 vernichtet wurde, aber schon zuvor baufällig geworden war. Die Stände begannen deshalb bereits im Jahr 1518 mit der Errichtung eines Zeughauses, dessen Fundamente in der nordöstlichen Kellerecke heute noch erhalten sind. Im Jahr 1574 entschloss man sich zum Neubau einer Burg.

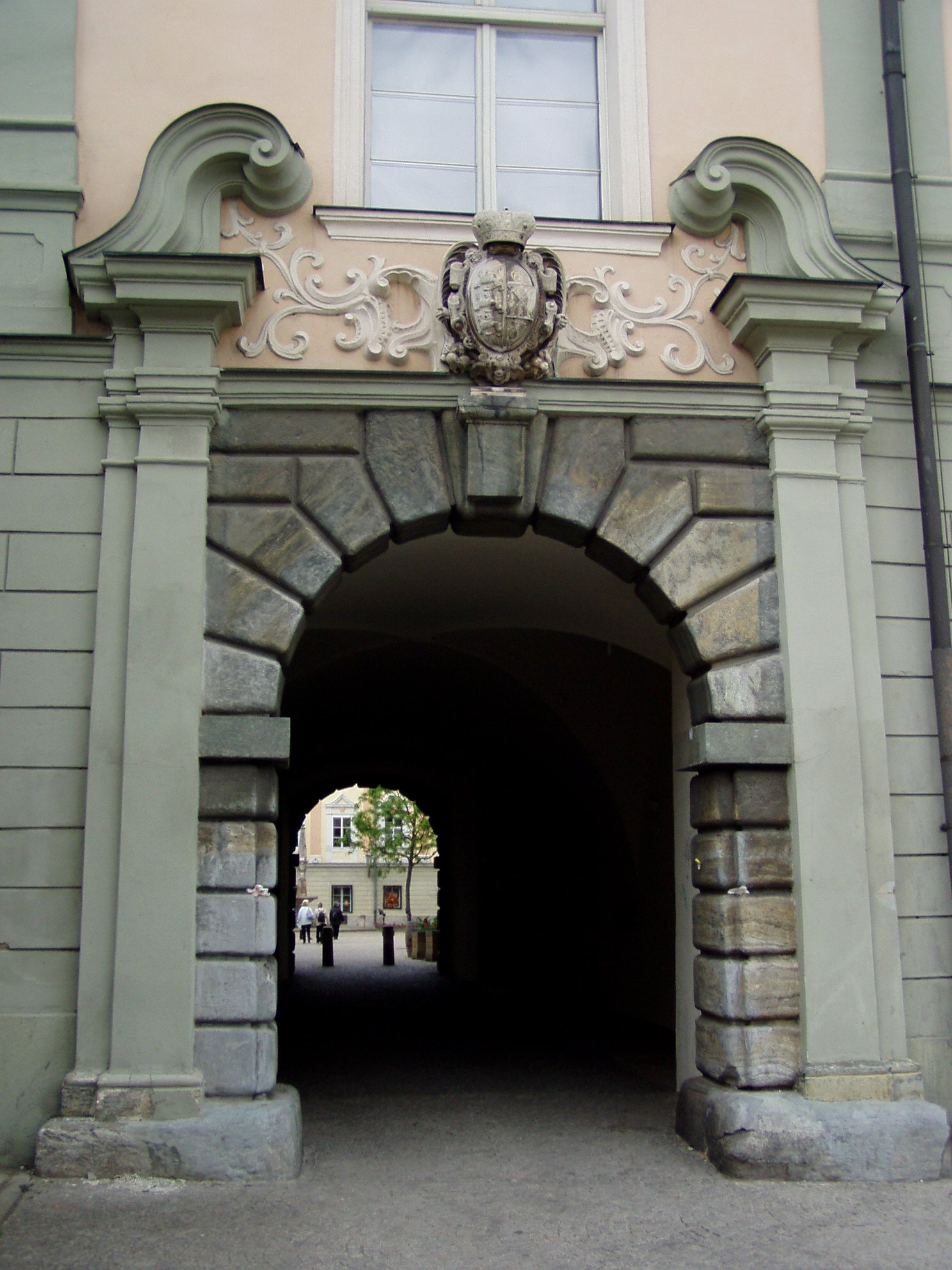
Tor in der Westfront

Mit der Ausführung des Baus der neuen Burg wie auch als Organisator für das gesamte „stadtgepew“, also die Stadtbefestigung, wurde per Instruktion vom 3. März 1574 der landschaftliche Baumeister und oberste Zeugmeister, Hans Freymann aus Bleiburg(?), beauftragt. Das ursprüngliche Gesamtkonzept der Anlage wie auch der Anteil Freymanns an der Planung ist allerdings unklar. Auch ist sein Anteil am heutigen Gebäude nicht mehr genau zu ermitteln. Er fügte wohl einem älteren, quadratischen Gebäude an der heutigen Nordwestecke des Landhauses im Süden einen hakenförmigen Trakt an, der über dem Untergeschoß einen Saal (den heutigen Großen Wappensaal), die Landstube (den heutigen Sitzungssaal) sowie eine Anzahl weiterer, östlich daran anschließender Räume enthielt, also etwa der heutige West- sowie der Westteil des Südtraktes.
Die Gebäude waren vor Ende seiner Tätigkeit so weit fertiggestellt, dass mit der künstlerischen Ausstattung begonnen werden konnte. Nach dem Abschluss der Bauarbeiten dieses ersten Bauabschnitts zum Ende des Jahres 1580 erwarben die Landstände auch das sogenannte Paradeiserhaus in der unmittelbaren Nachbarschaft (heute Landhaushof Nr. 3), das mit dem Landhaus seitdem ein bauliches und funktionales Ensemble bildet.

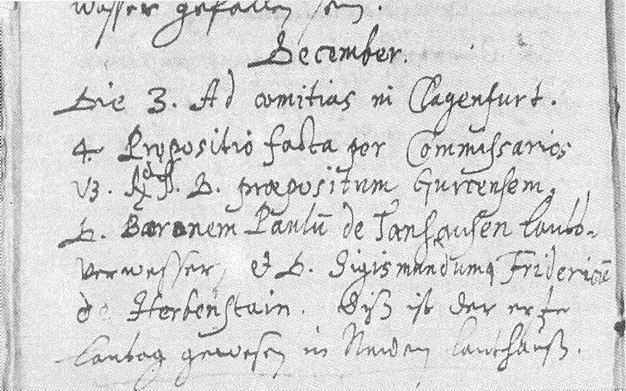
Notiz über die erste Sitzung des Landtags am 4. Dezember 1581

Freymann wurde als Baumeister im Jahr 1581 abgelöst. Die Gründe hierfür sind nicht bekannt. Seit dem Herbst 1580 gibt es keinen Nachweis über seine Tätigkeit mehr, möglicherweise war er in der Zwischenzeit verstorben. Sein Nachfolger war Johann Anton Verda, ein Architekt vom Luganer See, der zuvor am Grazer Landhaus als Steinmetz tätig gewesen war. Zu diesem Zeitpunkt war das Gebäude bereits so weit fertiggestellt, dass am 4. Dezember 1581 der Landtag darin erstmals tagte. Dennoch gilt Verda als der für das äußere Erscheinungsbild des Landhauses maßgebliche Architekt. Er erweiterte es zum hufeisenförmigen Bau, schuf den zweigeschoßigen Arkadengang und die begleitenden Stiegenläufe sowie den südlichen Turm. Schlusspunkt der Bautätigkeit war die Errichtung des Landhaushoftores im Jahr 1594, das den Hof zwischen dem Landhaus und dem Gebäudekomplex „Zur goldenen Gans“ abschloss.
Im Inneren war bereits im Jahr 1578 der Große Wappensaal vom Villacher Landschaftsmaler Anton Blumenthal, der kurz darauf auch 47 Porträts der Kärntner Landesfürsten beisteuerte, fertiggestellt worden. In den Jahren 1587 und 1588 wurde der Bau unter der Führung von Christoph Windisch abgeschlossen, wichtige Arbeiten wurden dabei auch vom Bildhauer Ulrich Vogelsang durchgeführt.
Eine zeitgenössische Darstellung des fertiggestellten Landhauses stammt von Urban Paumgartner, einem Lehrer der protestantischen Landschaftsschule „Collegium sapientiae et pietatis“ in Klagenfurt. Er verfasste in dem Jahr 1605 im Exil in Lauingen in 1000 lateinischen Hexametern das Epos „Aristeion Carinthiae Claudiforum“, das in 18 Abschnitten die neu aufgebaute Stadt Klagenfurt beschreibt und unter anderem mit einem Stadtplan illustriert. Über das Landhaus steht im Aristeion geschrieben:

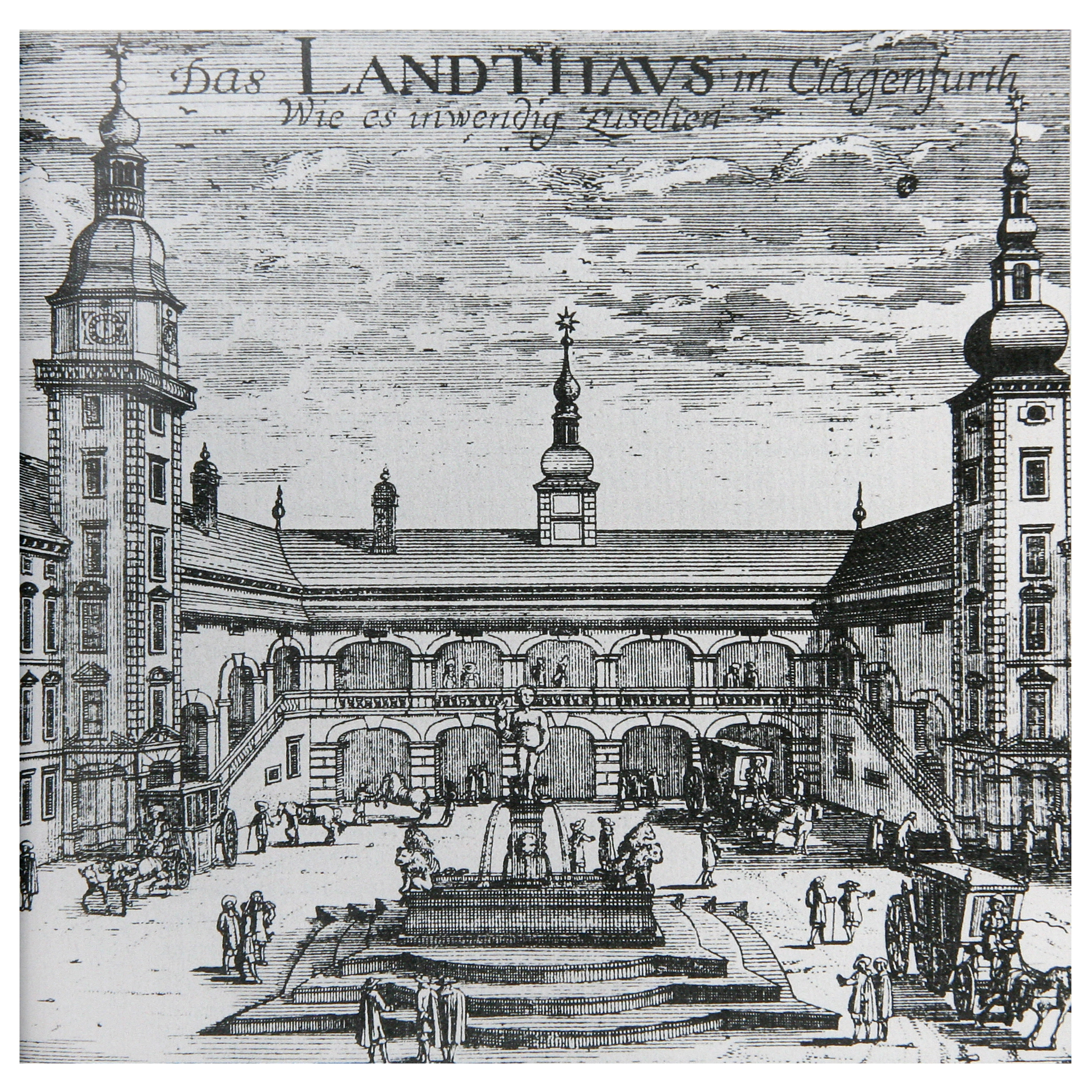
Stich von Valvasor, 1688

Schildern will ich nunmehr das Landhaus, herrlich erscheint es
Durch zwei Türme, die sich zu dünneren Lüften erhebend
Schaun auf den Eingang nieder mit zweifach geöffneten Toren.
Von der Kunst des Appelles geschmückt erglänzt das Getäfel,
und es schimmert der Estrich des Saals von geschachteten Feldern
Marmors, es strahlen gemalt in goldenen Decken die Fürsten
Oesterreichs, wie die Stände von diesen Helden die Hauptstadt
Als Geschenk empfangen und dankbaren Herzens bekennen,
Dass sie jeglichen Lohn für Tugenden ihnen verdanken. […]
Jetzo das Erdgeschoß, gestützt auf mächtige Säulen,
Sei mir vergönnt zu durchforschen, in dessen Innern verborgen
Ruhen die Erzgeschütze des tapferen Marvors.
Stahl, der an Härte den Demant besiegt, und eherne Flügel
Bilden das Tor, es starrt ringsum von Gewaltigen Waffen. […]

### Nutzung und Bedeutung ab dem Jahr 1581
Mit der Fertigstellung der Stadtbefestigung im Jahr 1591 und des Landhauses im Jahr 1594 war Klagenfurt sowohl baulich als auch politisch zu einer ständischen Residenz geworden. Durch die Errichtung einer Kärntner Landtafel wurde im Jahr 1591 der Personenkreis der Landstände neu definiert und auch das landständische Behördenwesen war zu diesem Zeitpunkt eingerichtet.
Das Landhaus erfüllte verschiedenartige Aufgaben, und zwar war es in erster Linie der Versammlungsort der Stände und ihrer Ausschüsse. Außerdem fanden in seinen Repräsentativräumen auch landeshauptmannschaftliche Verhöre und das „Landschrannengericht“ (Landrecht und Hoftaiding) statt. Darüber hinaus war es Schauplatz von Zeremonien, so fand als eines der ersten Festakte am 27. Jänner 1597 ein Prunkmahl des Erzherzogs Ferdinand II. nach dessen Erbhuldigung statt. Paumgartner berichtete bereits über ständische Tanzveranstaltungen und auch für die Abhaltung von Hochzeitstafeln von Standespersonen war das Landhaus beliebt. Auch die bereits im Jahr 1529 gepachtete Münzstätte von St. Veit wurde von den Ständen in ihre neue Hauptstadt übertragen. Allerdings wurde diesen das Münzrecht im Jahr 1622 entzogen und die Räumung des an das Landhaus angrenzenden Münzhauses angeordnet. Teile des Landhauses wurden zudem bereits kurz nach seiner Fertigstellung auch als Lagerräume, unter anderem für Getreide vermietet.
Allerdings hatte die Gegenreformation eine Rekatholisierung der Kärntner Städte, insbesondere Klagenfurts (1600 bzw. 1604) zur Folge und mit der Ausweisung des protestantischen Adels im Jahr 1628 setzte sich schließlich der landesfürstliche Zentralismus durch, die Tätigkeit des Landtags beschränkte sich auf das Bestätigen landesfürstlicher Forderungen.

### Brand und Neugestaltung ab dem Jahr 1723

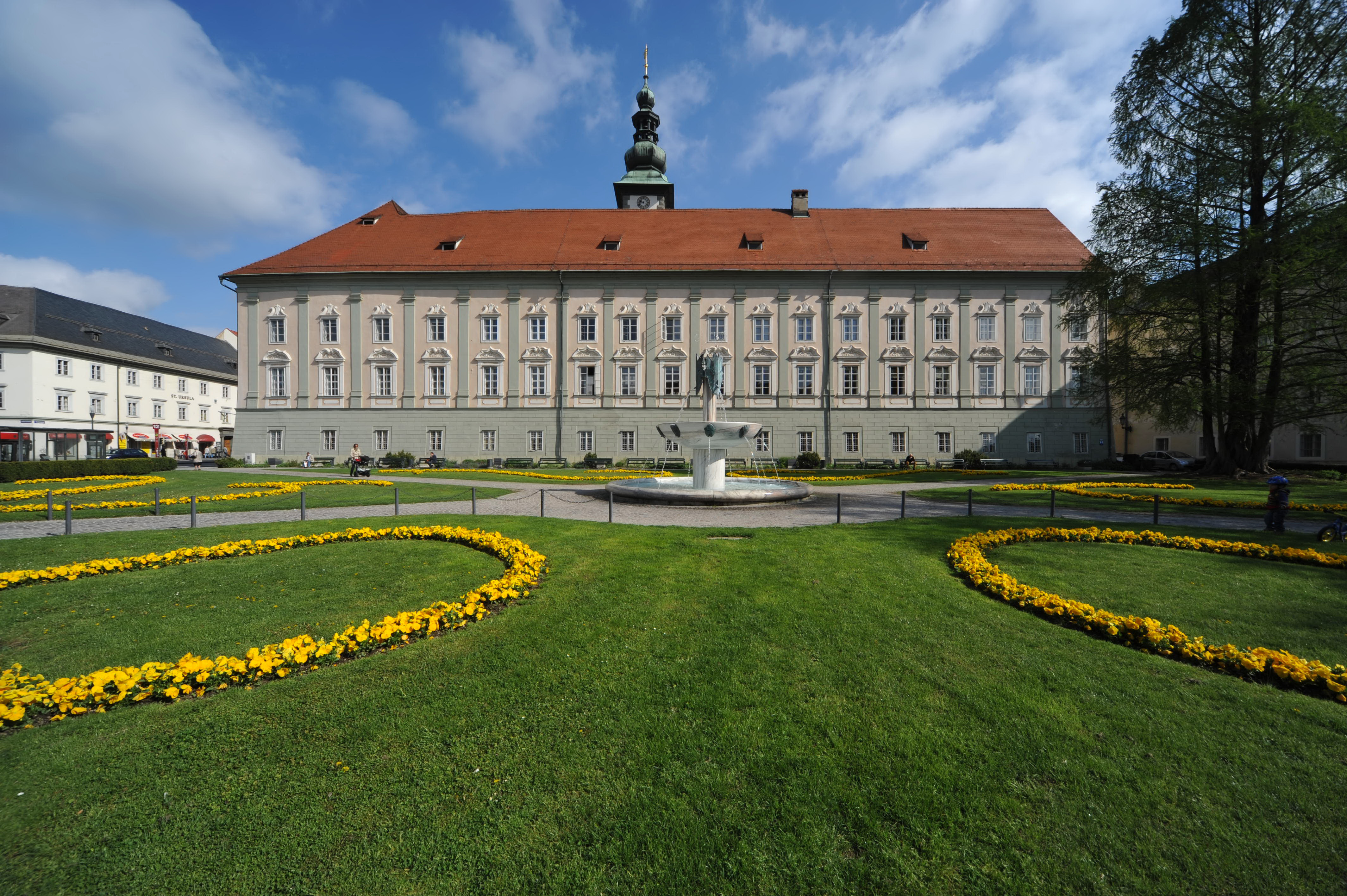
Die spätbarocke Südfront

Im Zuge des Stadtbrandes am 16. August 1723 wurde auch das Landhaus schwer beschädigt. In den folgenden Jahren wurde es im spätbarocken Stil neu ausgestaltet. Die Süd- und Westfassade wurden mit Riesenpilastern versehen, die Fenster erhielten stuckverzierte Umrahmungen. Im Jahr 1724 erhielt der Südturm zwei neue Glocken, die beide Weltkriege überstanden. Im Jahr 1735 erhielt Ferdinand Fromiller den Auftrag, den Großen Wappensaal neu zu gestalten (→ siehe Beschreibung unten). Bis ins Jahr 1848 blieb der Wappensaal die „verbindliche ständische Landstandsmatrikel Kärntens“ Francesco Robba stattete den Großen Wappensaal mit einem Marmorboden in dreifarbigem geometrischen Muster aus, sowie mit dem Hauptportal und zwei Kaminen. Im Kleinen Wappensaal, damals Ratsstube der Verordneten, malte Fromiller die Wappen der Burggrafen, Ratsherren und Verordneten.

### Nutzung im 18. und 19. Jahrhundert
Die Festsäle, besonders der Große Wappensaal wurden im späten 18. Jahrhundert vor allem für Feste verwendet, so etwa beim Besuch der Amalia von Parma im Juni 1783 und beim Besuch Erzherzogs Ferdinand von Mailand im Jahr 1786.
Die Napoleonischen Kriege brachten das Ende des ständischen Zeughauses im Landhaus. Jedoch wurden in den Räumlichkeiten später Waffen der Landwehr untergebracht. Während der französischen Besetzung Klagenfurts in den Jahren 1809 und 1910 diente das Landhaus als Lazarett und trug starke Bauschäden davon.

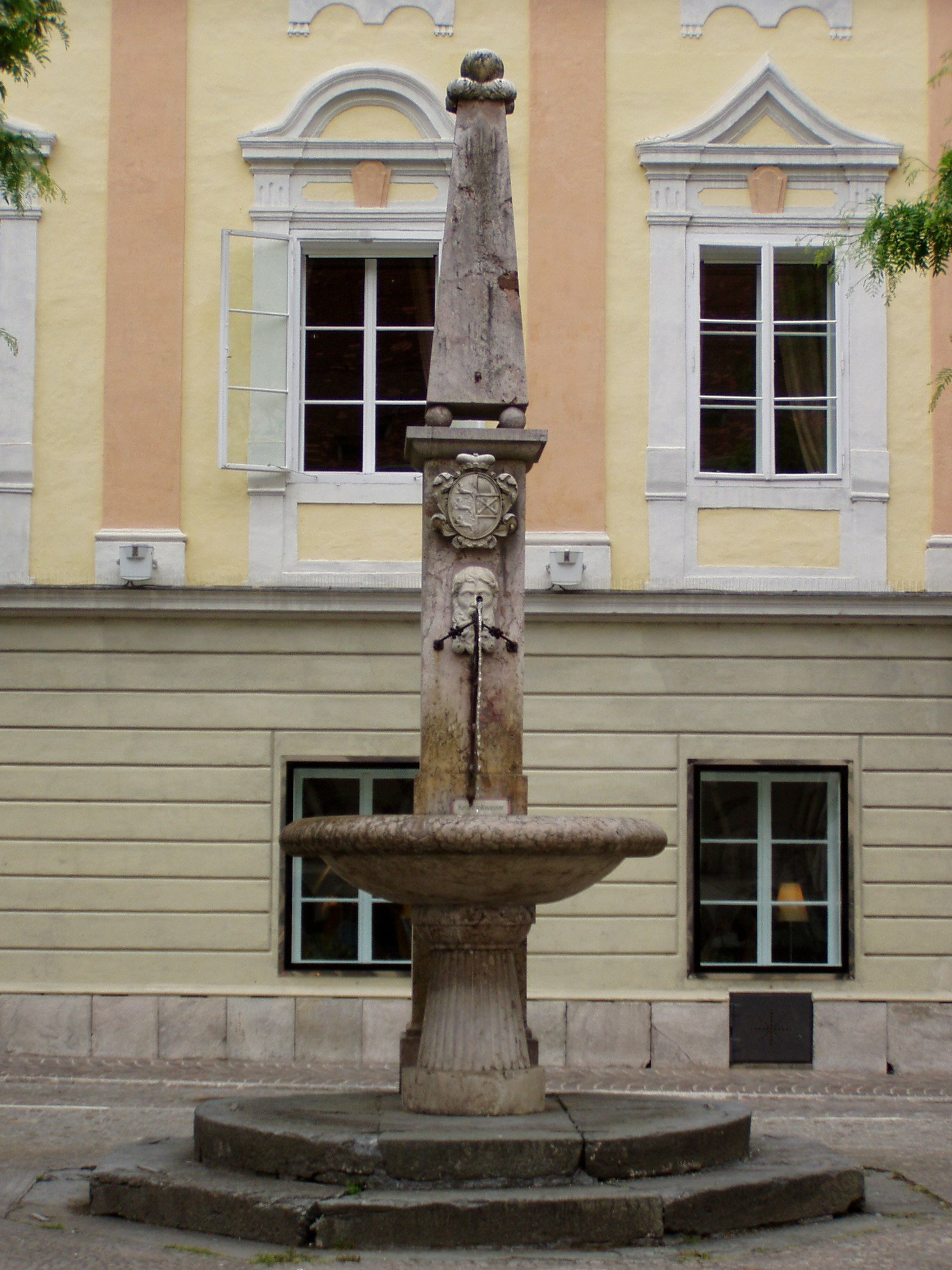
Der 1833 errichtete Obeliskbrunnen im Landhaushof

Im Jahr 1818 wurde im Großen Wappensaal eine Büste Kaiser Franz’ I. aufgestellt, die jedoch im Jahr 1870 dem Fürstenstein weichen musste. Im Landhaushof wurde im Jahr 1833 der heute noch existierende Obeliskbrunnen von Christophoro Cragnolini um 600 Gulden errichtet. Der Landhausgarten, der zuletzt als Gemüsegarten gedient hatte, wurde im Jahr 1843 in einen Park umgewandelt und die Ummauerung entfernt.
Bis ins Jahr 1883 waren im Landhaus auch die Landesmuseum untergebracht, die dann ins Kärntner Landesmuseum, das Rudolfinum, umzogen. Seit dem Jahr 1844 befand sich das Museum des Geschichtsvereins, seit dem Jahr 1861 auch das naturhistorische Museum im Landhaus. Einige große Exponate waren in einer Monumentenhalle, die dem Nordtrakt vorgelagert war, untergebracht. Sie wurde im Jahr 1882 im Zuge einer Umgestaltung des Landhaushofes abgetragen.
Im Jahr 1896 wurde für drei Jahre die neu gegründete Landeshypothekenbank im Erdgeschoß untergebracht. Im Jahr 1914 befanden sich im Landhaus folgende Institutionen: Die Büros und Kanzleien von Landtag und Landesausschuss, das Landesbauamt, die Landesbuchhaltung und die Landeskassa.

### Erste Republik
Mit Regierungsbeschluss vom 29. September 1926 wurde die Einrichtung eines Landhauskellers beschlossen. Die Wandbilder wurden von Kärntner Künstlern geschaffen: Eduard Manhart („Ankogel“), Switbert Lobisser („Kirchgang“, „Keusche am Berg“, „Kärntnerhimmel“), Josef Prokop („Schimmelreiten im Gurktal“), Richard Knaus („Stern- oder Dreikönigssingen in Paternion“, „Bandltanz“). Die Gemälde gingen bis auf Lobissers Kärntnerhimmel bei einem Brand im Jahr 1949 und der Renovierung im Jahr 1969 verloren.
Für die Ausgestaltung des Sitzungssaales mit dem Thema Volksabstimmung im Jahr 1920 gab es i Jahr 1924 und 1925 eine Ausschreibung, aus der Switbert Lobisser als Sieger hervorging. Im Jahr 1928 malte er im Sinne der Heimatschutzbewegung ein Fresko an der Nordseite (Beschreibung siehe unten).
Im Jahr 1929 erhielt Anton Kolig den Auftrag, den heute nach ihm benannten Kolig-Saal auszugestalten. Zusammen mit seinen Studenten, darunter Anton Mahringer, malte er zwischen dem Oktober 1929 und dem Oktober 1930 die Fresken mit finanzieller Unterstützung des Landes Hessen-Nassau. Die Grundidee der Fresken war die Verbrüderung zwischen Österreich und Deutschland. Die Themen Militär, Handwerk, Gastfreundschaft, patriarchalische Ordnung war „durchaus zeitkonform“ (Beschreibung siehe unten). Die Gemälde wurden mit farbigem Mörtel ausgeführt mit aufgesetzten Übermalungen in Wachskaseinfarben. Die Fresken zeichneten sich durch Verzicht der Raumillusion und den Anschein der Unvollendetheit aus, zudem wirkten die überlebensgroßen Figuren im recht kleinen Raum unnatürlich. Noch während der Arbeiten kam es zu Unmutsäußerungen: „Insbesondere von Christlich-sozialer Seite wird gegen einzelne Bilder Sturm gelaufen.“. Als Verteidiger des Werkes traten besonders der Mitarbeiter des Denkmalamtes Otto Demus und der sozialdemokratische Landesrat Zeinitzer auf. Im November 1930 beantragten im Landtag die Abgeordneten der Nationalsozialisten und des Heimatblocks die Beseitigung der Fresken. In der Landtagssitzung vom 25. März 1931 wurde die Behandlung dieses Antrags knapp mit 17:16 Stimmen abgelehnt. Emmerich Angerer vom Heimatblock hatte in der Debatte gesagt: „Ein Volk, das für seine Freiheit gekämpft hat, ein Volk, das die wahre Heimatliebe mit seinem Blute besiegelt hat, kann es nicht dulden, daß nur einen Tag oder zwei Tage länger diese Fresken, die das Volk tatsächlich beleidigen, der Öffentlichkeit preisgegeben werden.“

### Zeit des Nationalsozialismus
Die Fresken wurden noch vor dem Anschluss Österreichs an das Deutsche Reich verhängt; der genaue Zeitpunkt ist unbekannt. Fest steht nur, dass bei der im Sommer 1935 begonnenen Restaurierung auch die Fresken einbezogen wurden und sie im Oktober 1937 noch sichtbar waren.
Mit der Machtübernahme der Nationalsozialisten waren die Fresken in ihrem Bestand gefährdet. So schrieb der Landeskonservator Walter Frodl in einem Brief vom 12. Oktober 1938, er könne für die Sicherheit der Fresken nicht garantieren, da „deren Entfernung von allen Seiten lebhaft gefordert“ werde. Im Zuge der Umbauarbeiten im Landhaus ab Sommer 1938 wurden die Fresken abgeschlagen; Urheber und genauer Zeitpunkt sind nicht bekannt, im September 1938 waren sie jedoch nicht mehr vorhanden.
Im Juli 1938 hatte Switbert Lobisser von Innenminister Wilhelm Frick den mit 10.000 Reichsmark dotierten Auftrag für Fresken im Sitzungssaal erhalten, die den Titel „Kärntens Heimkehr ins Reich“ trugen. Am 11. September 1938 arbeitete er bereits an der Umsetzung.
Zur gleichen Zeit erhielt das Landhaus eine neue Fassade mit Terranova-Spritzputz in den Farben Elfenbein, Rostrot und Grau. Der Nordturm erhielt durch Otto Bestereimer und Kurt Weiss ein Sonnenuhr-Fresko, das den Tierkreis, die Runen für Leben und Tod, sowie den Spruch „Es sollen die Schlechten die Guten nit knechten“ (eine Anspielung an die Zeit der Illegalität) zeigte.
Nach den Umbauarbeiten wurde das Landhaus am Anfang des Jahres 1940 Sitz der Gauleitung von Kärnten. Der Koligsaal wurde Büro von Gauleiter Friedrich Rainer.
Das Landhaus überstand den Zweiten Weltkrieg zwar ohne direkte Bombentreffer, die Fassade und das Dach wurden jedoch stark beschädigt.
In den ersten Maitagen im Jahr 1945 fand im Landtag die Machtübernahme durch die demokratischen Parteien noch vor dem Eintreffen der britischen Truppen statt. Am 5. Mai gab es hier ein erstes Treffen zwischen Gauhauptmann Natmeßnig und Vertretern der demokratischen Parteien, am Morgen des 6. Mai bildeten diese Vertreter einen Vollzugsausschuss, wichen jedoch in angrenzende Tabaksamtsgebäude aus, am Abend des 7. Mai konstituierte sich im Kleinen Wappensaal die provisorische Landesregierung. In Erinnerung daran wurde im Jahr 1985 eine Gedenktafel angebracht mit der Inschrift: „In diesem Hause / haben am 7. Mai / 1945 Kärntner / Patrioten aus / eigener Kraft / die Demokratie / im Lande wieder / hergestellt.“

### Zweite Republik
Nach dem Ende des Zweiten Weltkrieges wurde das Landhaus von der britischen Besatzungsmacht beschlagnahmt, die die im Jahr 1938 gemalten Lobisser-Fresken übermalen ließ. Erst am 22. Juli 1948 konnte der Landtag wieder im Sitzungssaal tagen.

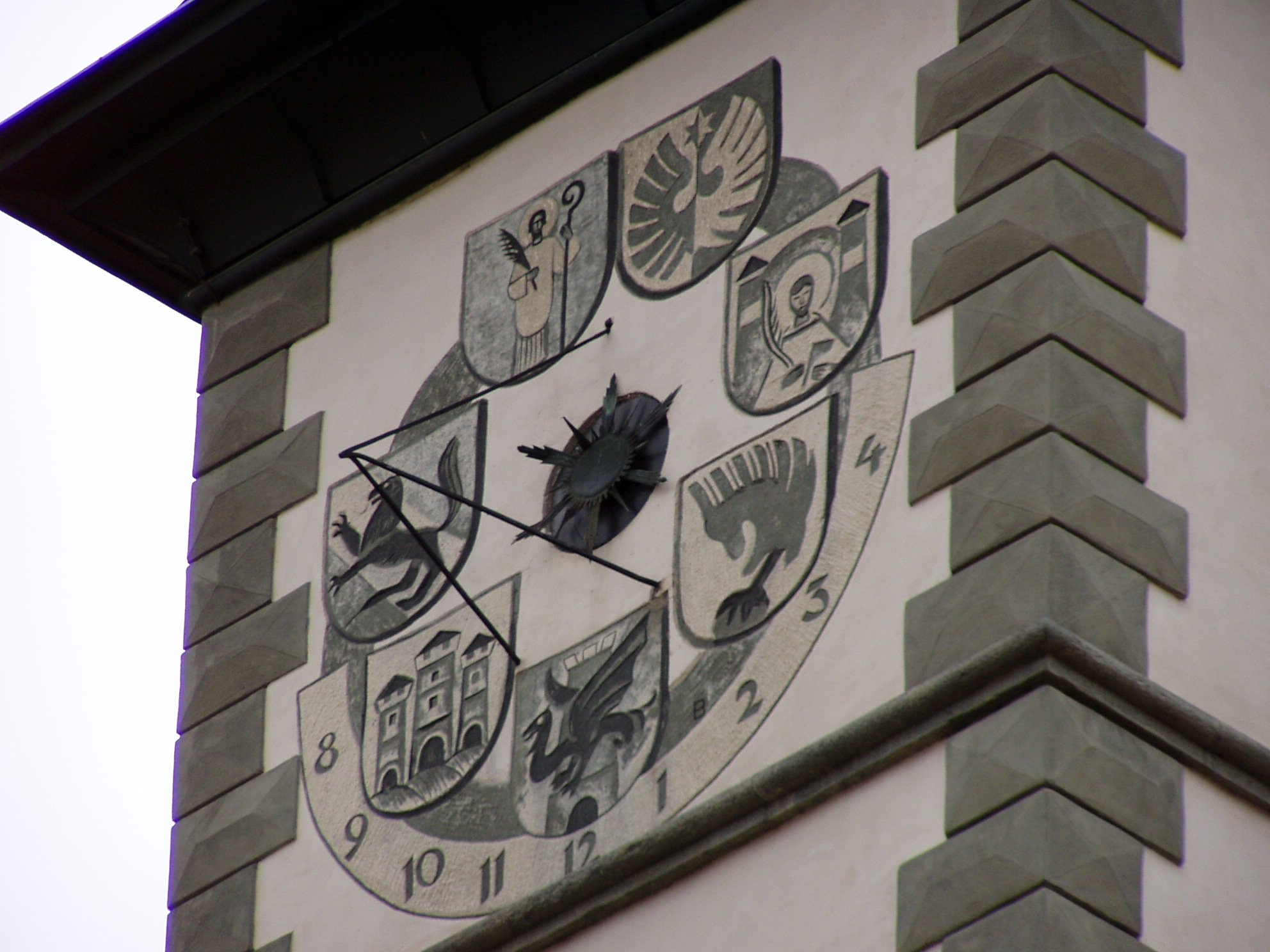
Sonnenuhr am Nordturm von Werner Lösser

In den Jahren 1964 bis 1976 wurde das Landhaus umfassend renoviert. Dach und Fassaden, nach dem Jahr 1945 nur notdürftig instand gesetzt, wurden erneuert. Die Fassade erhielt im Innenhof ihren heutigen renaissancehaften Stil in grau und weiß. 1967 gestaltete Karl Bauer am Nordturm eine neue Sonnenuhr als Sgraffito mit den Wappen der – damals – sieben Bezirkshauptstädte. Im Jahr 1970 wurde der Sitzungssaal neu gestaltet, an der Ostwand die Besuchergalerie eingerichtet und ein 350 Kilogramm schweres Wappen Kärntens aus Bronze von Werner Lösser angebracht. Im Koligsaal wurden Ölgemälde von Anton Kolig aufgehängt. In den Jahren 1975 und 1976 wurde der Große Wappensaal restauriert.
Im Jahr 1997 übersiedelte das Landesarchiv in ein neues Gebäude in der St. Ruprechter Straße. Danach wurde das Landhaus wiederum umgestaltet und renoviert. Der Sitzungssaal wurde neu gestaltet mit neuen Sitzbänken, das Bronzewappen wurde durch eine moderne Kärnten-Graphik ersetzt. Im Zuge der Umbauarbeiten kamen die sogenannten Nazi-Fresken wieder zum Vorschein. Nach einigen Diskussionen wurden die Fresken von der Wand abgenommen und konserviert.

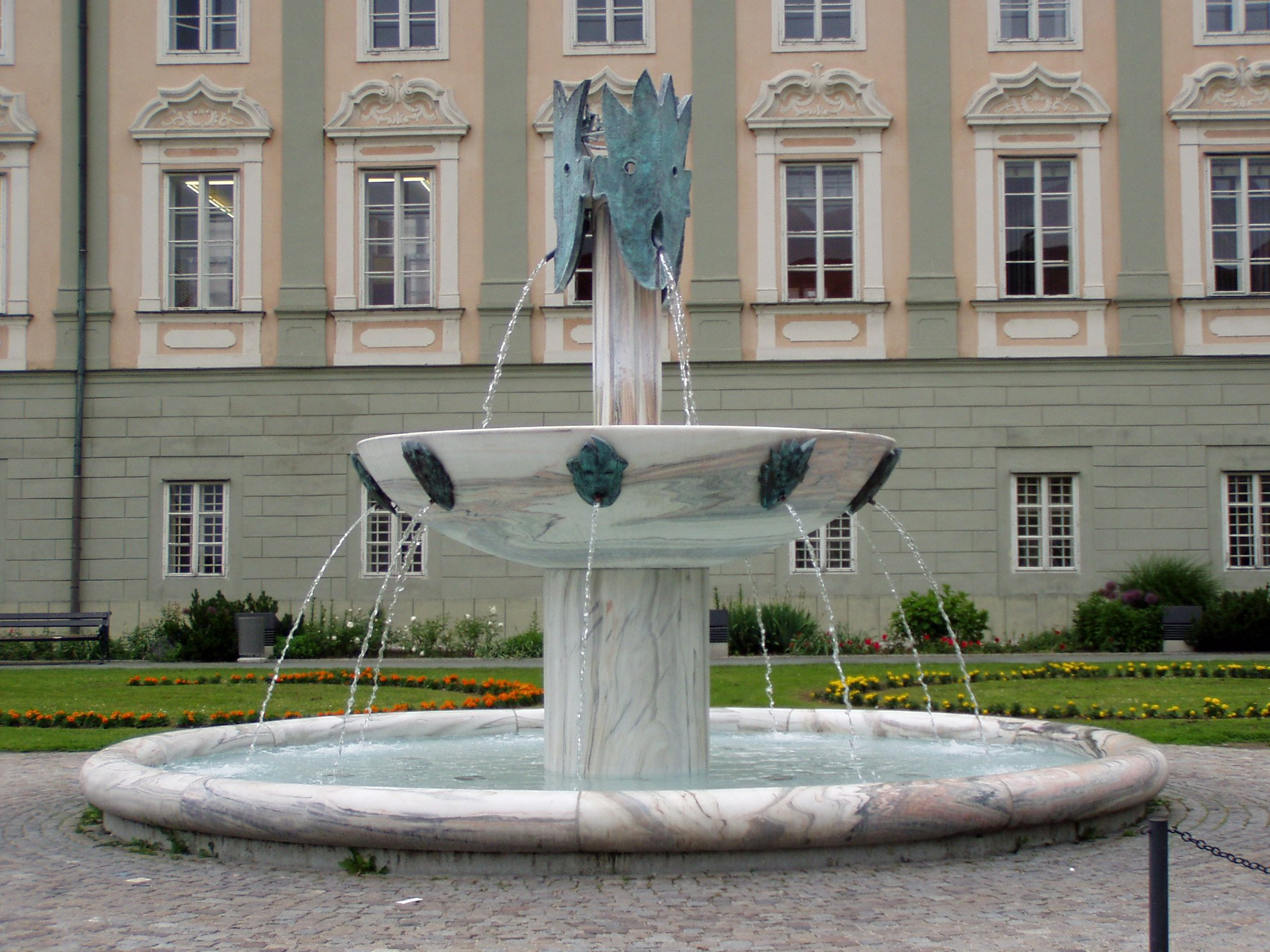
Kiki Kogelnik Brunnen im Landhauspark, errichtet 1997

Bereits im Herbst des Jahres 1996 hatte der Landtag die Landesregierung aufgefordert, ein Projekt für die Gestaltung des Koligsaales zu erarbeiten. Kulturgremium und der Fachbeirat für Bildende Kunst sprachen sich für Cornelius Kolig, den Enkel Anton Koligs, aus, da er im Besitz der Unterlagen seines Großvaters sei und zudem auch ein „verfemter Künstler“. Der damals für Kultur zuständige Landeshauptmannstellvertreter Michael Ausserwinkler übernahm diesen Vorschlag und sagte dazu: „Mir geht es um eine bewußte Auseinandersetzung mit dem braunen Ungeist in Kärntens Vergangenheit. Ich möchte, dass die Abgeordneten jedesmal vor Sitzungsbeginn damit konfrontiert werden.“ Es kam zu Kampagnen gegen die Vergabe an Cornelius Kolig. So titelte damals die Kärntner Krone, die Kärnten-Ausgabe der Kronen Zeitung, am 16. März 1998 mit: „Fäkalkünstler soll Millionen kassieren: Kultur-Skandal in Kärnten stoppen!“
Auf Betreiben der FPÖ beschloss der Kulturausschuss am 17. März 1998 eine Ausschreibung für die Gestaltung des Raumes. Die fünfköpfige, internationale Jury wurde von den Landtagsparteien nominiert, die Parteien vereinbarten, das Votum der Jury zu akzeptieren. Am 2. Juli 1998 wurde aus den 19 Teilnehmern von der Jury Cornelius Kolig einstimmig als Gewinner bekanntgegeben. Am 7. Juli beschloss die Landesregierung mit den Stimmen von ÖVP und SPÖ die Auftragsvergabe an Kolig: „Das Ergebnis paßt der FPÖ nicht ins politische Weltbild. Wir lassen aber Kärnten nicht zum Kasperl des vereinten Europas machen.“ Hatten sich die Kritiker zunächst an der Art der Auftragsvergabe gestoßen, so ging die Kampagne der Kärntner Krone und der FPÖ gegen Cornelius Kolig auch nach der von ihnen geforderten Ausschreibung weiter.
Im August 1998 begannen die Bauarbeiten am Saal. Gleichzeitig sammelte die FPÖ Unterschriften gegen das Projekt. Das Landesgericht Klagenfurt verbot jedoch die Verbreitung des FPÖ-Flugblattes per Einstweiliger Verfügung, da es Kolig in die Nähe des Kindesmissbrauchs rückte.
Aufgrund dieser Kampagnen ergänzte Kolig die Ausgestaltung des Raumes und fügte den Schriftzug „TAT ORT“ hinzu, unter anderem als Anspielung an die Verwendung des Raumes als Büro von Friedrich Rainer. Am 25. September 1998 wurde der Raum der Öffentlichkeit vorgestellt. Bei dieser Gelegenheit bezeugten auch Bischof Egon Kapellari und Superintendent Joachim Rathke dem Künstler ihre Solidarität. Seitdem hat sich der Raum eher zu einer Touristenattraktion denn zu einem Skandalon entwickelt.

## Baubeschreibung

### Außenarchitektur

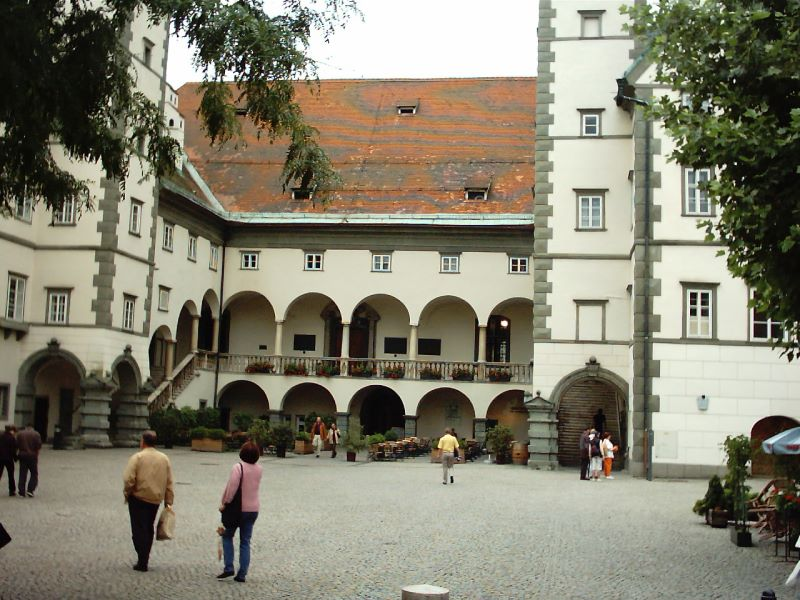
Der Landhaushof im Jahr 2004

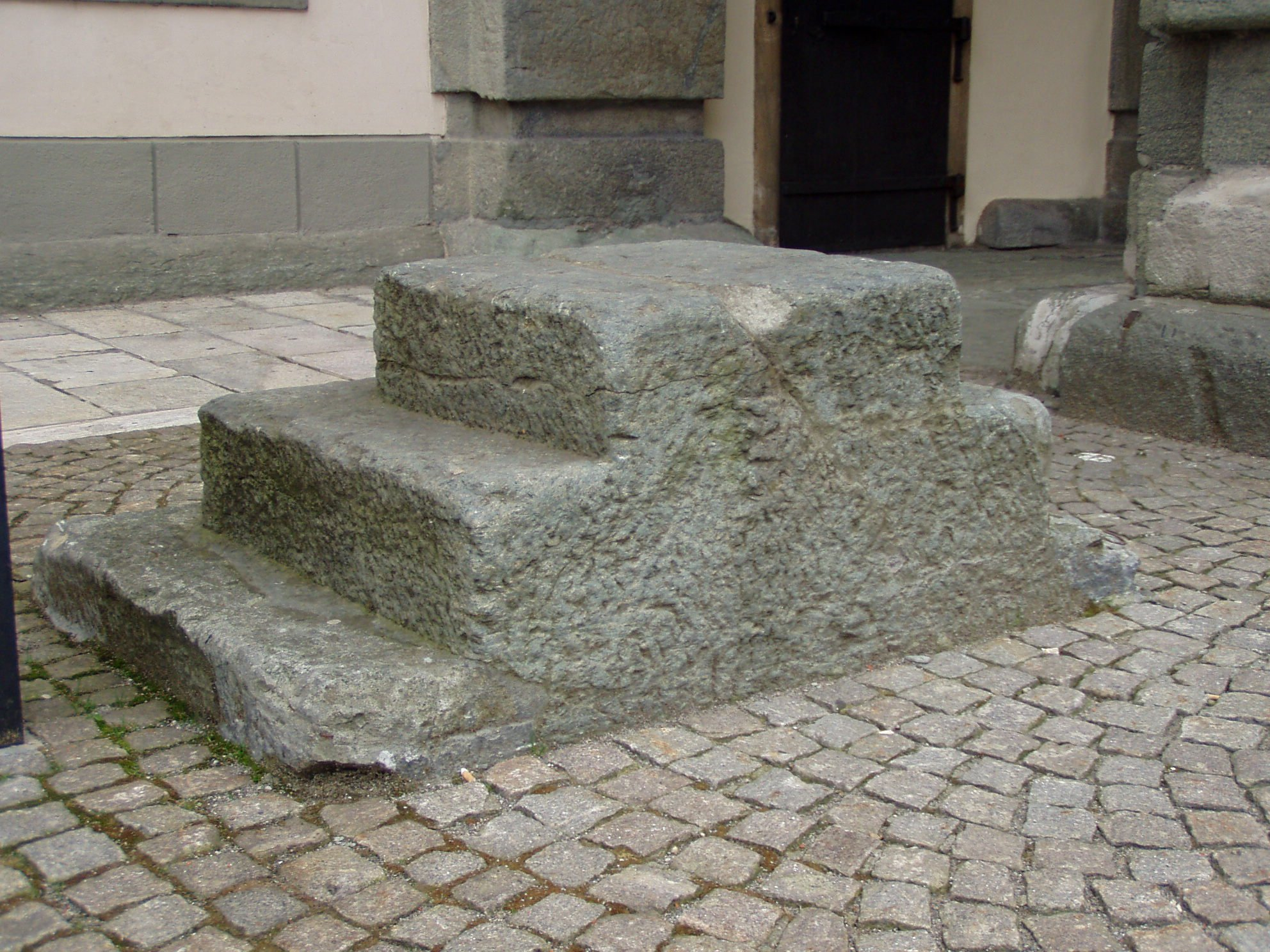
Die Steintreppe vor dem Südturm

Das Landhaus zeigt sich – obwohl als Burg geplant – heute durch seinen hufeisenförmigen Grundriss mehr wie ein Schloss. West- und südseitig wirkt der Bau sehr eindrucksvoll und geschlossen, von den ursprünglich zwei Rustikaportalen auf der Westseite wurde eines zugemauert. Durch das einzige Portal betritt man nun den Landhaushof, der nord- und südseitig mit breiten Stiegen den Aufstieg zum Arkadengang und dem Großen Wappensaal ermöglicht. Besonders hier im Hof findet sich wie oft in der Stadt Klagenfurt am Wörthersee wie zum Beispiel beim Lindwurm Chloritschieferstein vom nahen Kreuzbergl. Ostseitig ist der Hof offen, das gegenüberliegende Gebäude des ehemaligen Salzamtes beherbergte das gleichnamige Hotel.
Der schlossähnliche Bau entspricht keiner klassischen Regel der Architektur, denn das Portal ist nicht mittig an der Westseite angebracht ebenso wenig wie der Eingang zum Wappensaal und die Türme sind unterschiedlich gestaltet. Außerdem „stoßen“ die Arkaden der Stiegen an die Turmwände. Doch dies scheint gerade den besonderen Reiz des Gebäudes auszumachen, weshalb Wilhelm Pinder das Landhaus eines der stolzesten nachmittelalterlichen städtischen Bauten des deutschen Sprachraums genannt hat.
Ein kurioses Detail im Landhaushof ist eine kleine Steintreppe, die ursprünglich zum leichteren Besteigen der Pferde verwendet wurde und bis heute erhalten geblieben ist. Im Jahr 1998 wurde im Landhaushof ein umstrittenes Denkmal der „Stätte der Kärntner Einheit“ errichtet.
Südlich des Landhauses befindet sich im nebenliegenden Park ein von Kiki Kogelnik gestalteter Brunnen mit dem Namen Der Gesang.

### Innenarchitektur

#### Der Große Wappensaal

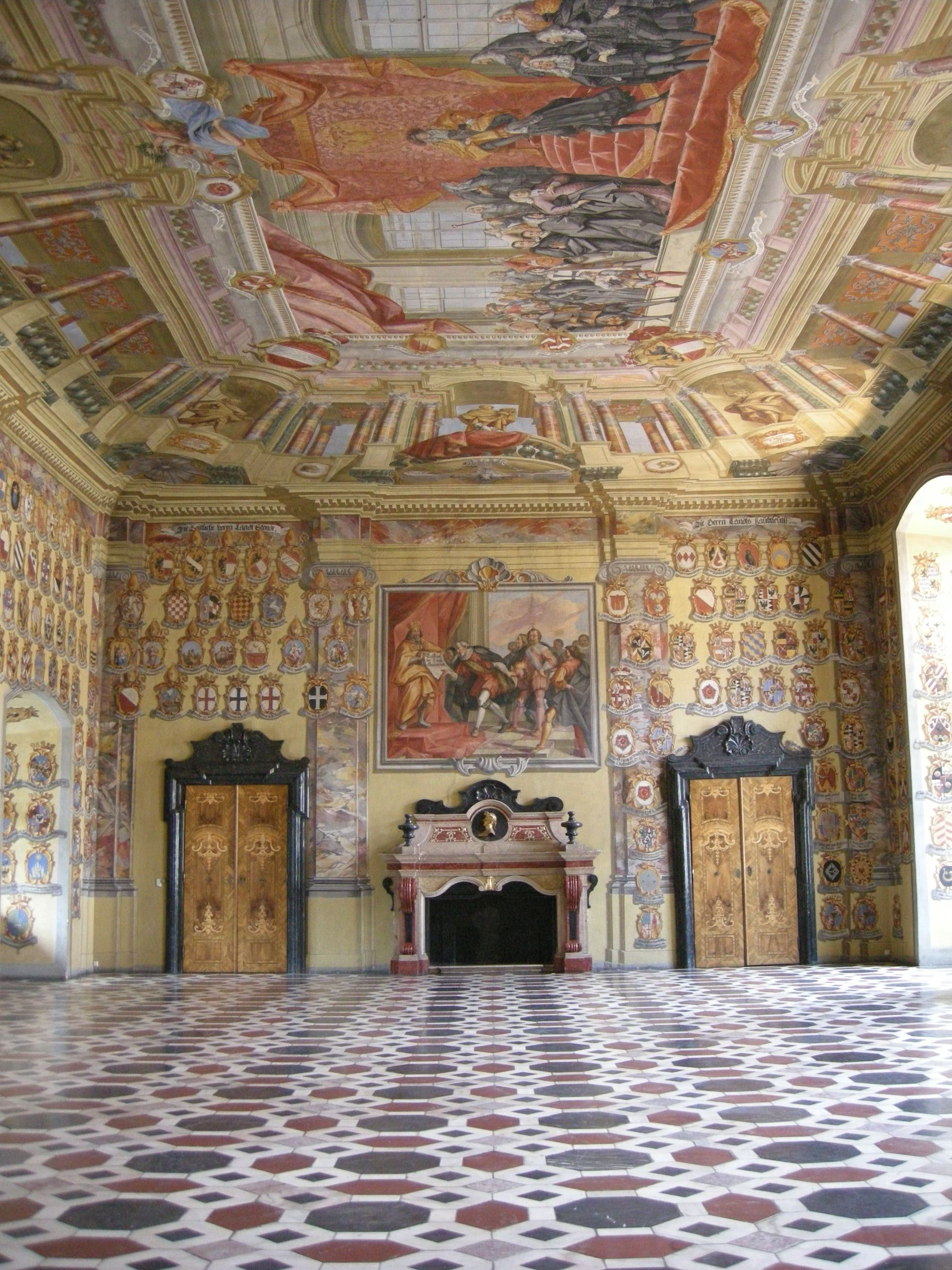
Großer Wappensaal

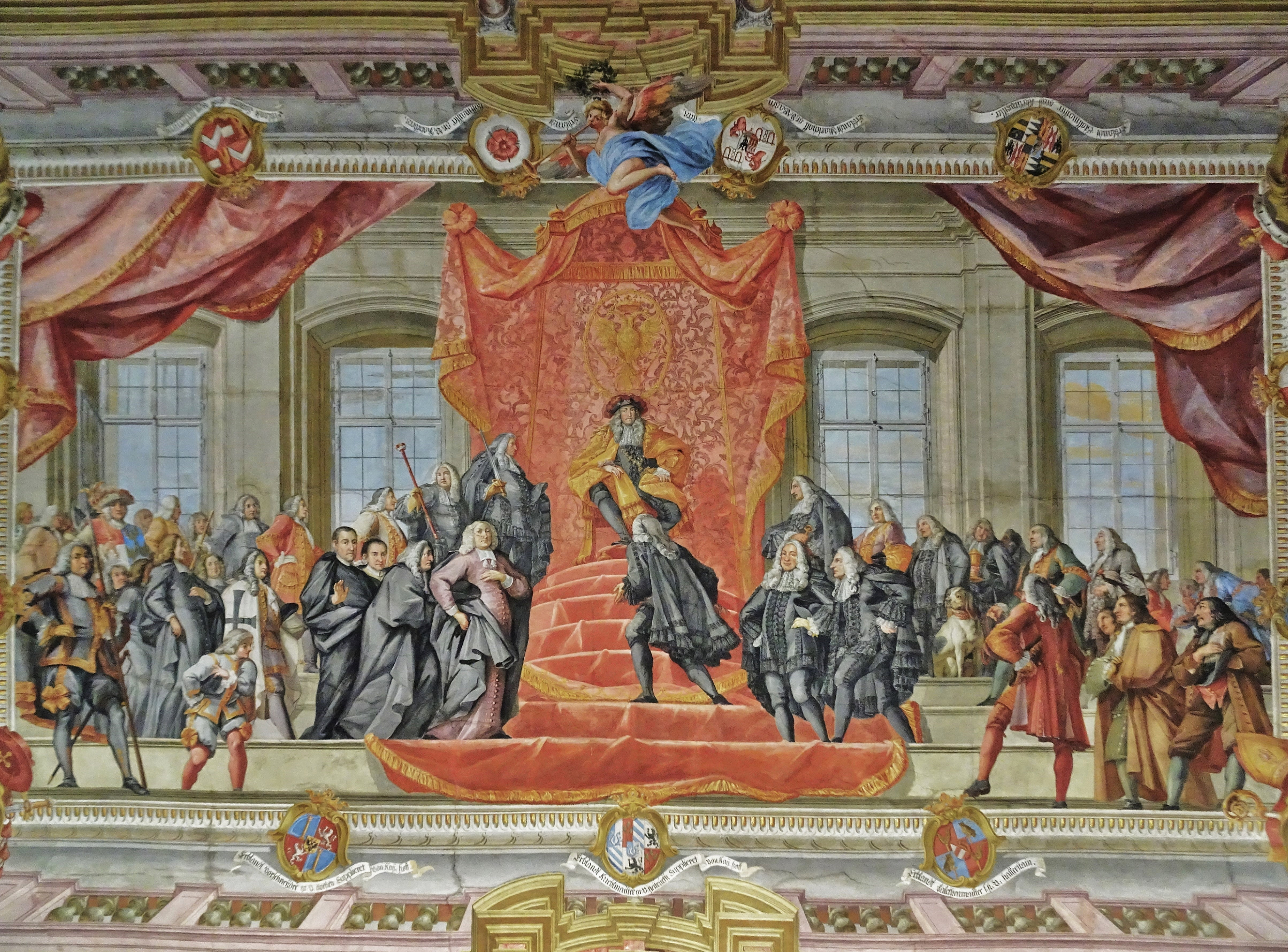
Das Deckenfresko im Großen Wappensaal

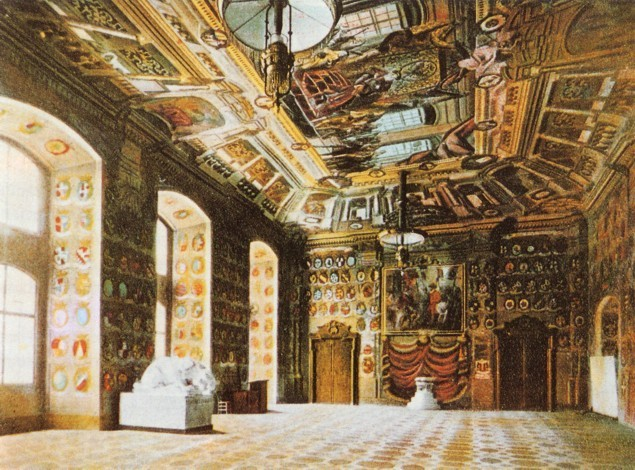
Großer Wappensaal, 1904

Der Große Wappensaal liegt im ersten Stock des Westtraktes. Er reicht über beide Obergeschoße und ist 9,8 Meter hoch. Die Grundfläche misst 23 × 13 Meter, die Ausmaße des Saales sind seit dem Jahr 1581 unverändert. Der Saal war ursprünglich mit Fresken und einem Deckengemälde von Anton Blumenthal versehen, diese wurden jedoch bei einem Brand im Jahr 1723 zerstört. Die Wände und die Decke des Saales wurden daraufhin durch Josef Ferdinand Fromiller neu gestaltet, seitdem wurden nur mehr einzelne Wappen ergänzt.
An der Decke befindet sich ein Fresko von Fromiller. Der Deckenspiegel wird von einer „perspektivisch hervorragend konstruierten Scheinarchitektur“ eingefasst. Der ringsumlaufende Säulengang mit Nischen in den Ecken darstellt. In den Nischen befinden sich Grisaillestatuen der Habsburger Herrscher Matthias, Ferdinand II., III. und IV. In Balustraden in der Mitte jeder Seite sind die Kardinaltugenden dargestellt. Über der Scheinarchitektur öffnet sich kein Himmel, sondern es ist die Erbhuldigung Kaiser Karls VI. dargestellt. Diese hatte am 22. August 1728 im damaligen Palais Rosenberg, dem heutigen Rathaus der Stadt Klagenfurt, stattgefunden. Sie wurde von Fromiller jedoch architektonisch in den Großen Wappensaal verlegt. Der Kaiser sitzt unter einem roten Baldachin und er ist umgeben von den Verordneten, den geistlichen Würdenträgern, dem Herzogbauern und den Trägern der elf Landeserbämter. Die Wappen Letzterer sowie die Wappen von Österreich, Kärnten, der geistlichen Territorien Salzburg und Bamberg am Rand des Bildes verbinden die Huldigungsszene mit der Scheinarchitektur.
An der Nordwand befindet sich ein als Tafelbild gerahmtes und mit dem Jahr 1740 datiertes Fresko. Es zeigt die Einsetzung des Kärntner Herzogs am Fürstenstein bei Karnburg. An der Südwand befindet sich ein gleich großes Fresko, das die Übergabe des Gabbriefs (= die Schenkungsurkunde) durch Maximilian I. an die Kärntner Stände (24. April 1518) zeigt, womit Klagenfurt eine landständische Stadt wurde. Diese beiden Fresken versinnbildlichen das Standes- und Landesbewusstsein der Kärntner Stände.
Die übrigen Wandflächen sind zur Gänze mit 650 Wappen (mit jenen an der Decke sind es insgesamt 665) bedeckt. An den Längsseiten sind die Wappen des landständischen Adels und der Ritter gemalt. In den zwei obersten Reihen in alphabetischer Ordnung die Familien, die vor dem Jahr 1591 landständisch waren, darunter in chronologischer Reihe die neu aufgenommenen Familien, endend mit Graf Hugo Henckel-Donnersmarck im Jahr 1847. 19 Wappenfelder sind leer, da die Wappen dieser Familien zur Barockzeit nicht mehr ermittelt werden konnten. An der Südseite befinden sich links die Wappen der geistlichen Landstände, rechts die der Landeshauptleute, endend mit Leopold von Aichelburg-Labia (1909–1918). An der Nordseite befinden sich links die Wappen der Landesvizedome (landesfürstliche Güterverwalter) und rechts die der Landesverweser (Stellvertreter des Landeshauptmanns), beide Ämter bestanden nur bis zum Jahr 1747.
Vom Venetianer Francesco Robba stammt der Marmorboden in Weiß, Rot und Schwarz, die fünf Türumrahmungen, das Tor zum Wappensaal sowie der südliche Kamin. Der nördliche Kamin wurde im Jahr 1908 durch Pietro d’Aronco aus Gemona rekonstruiert. Seit dem März 2006 befindet sich vor diesem Kamin wieder der Fürstenstein.

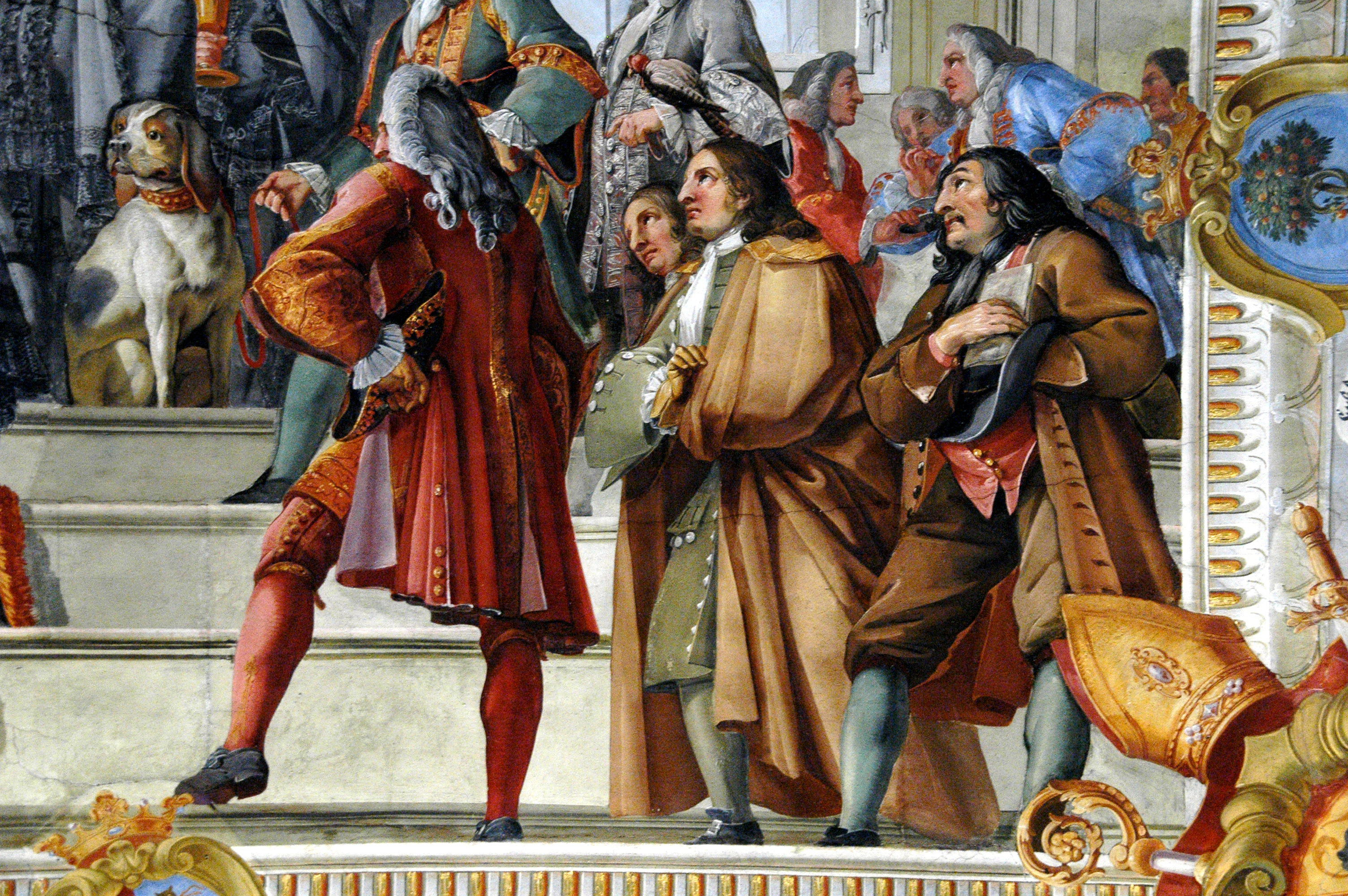
Fromiller und Söhne als Selbstverewigung im rechten unteren Eck des Deckenfreskos im Großen Wappensaal
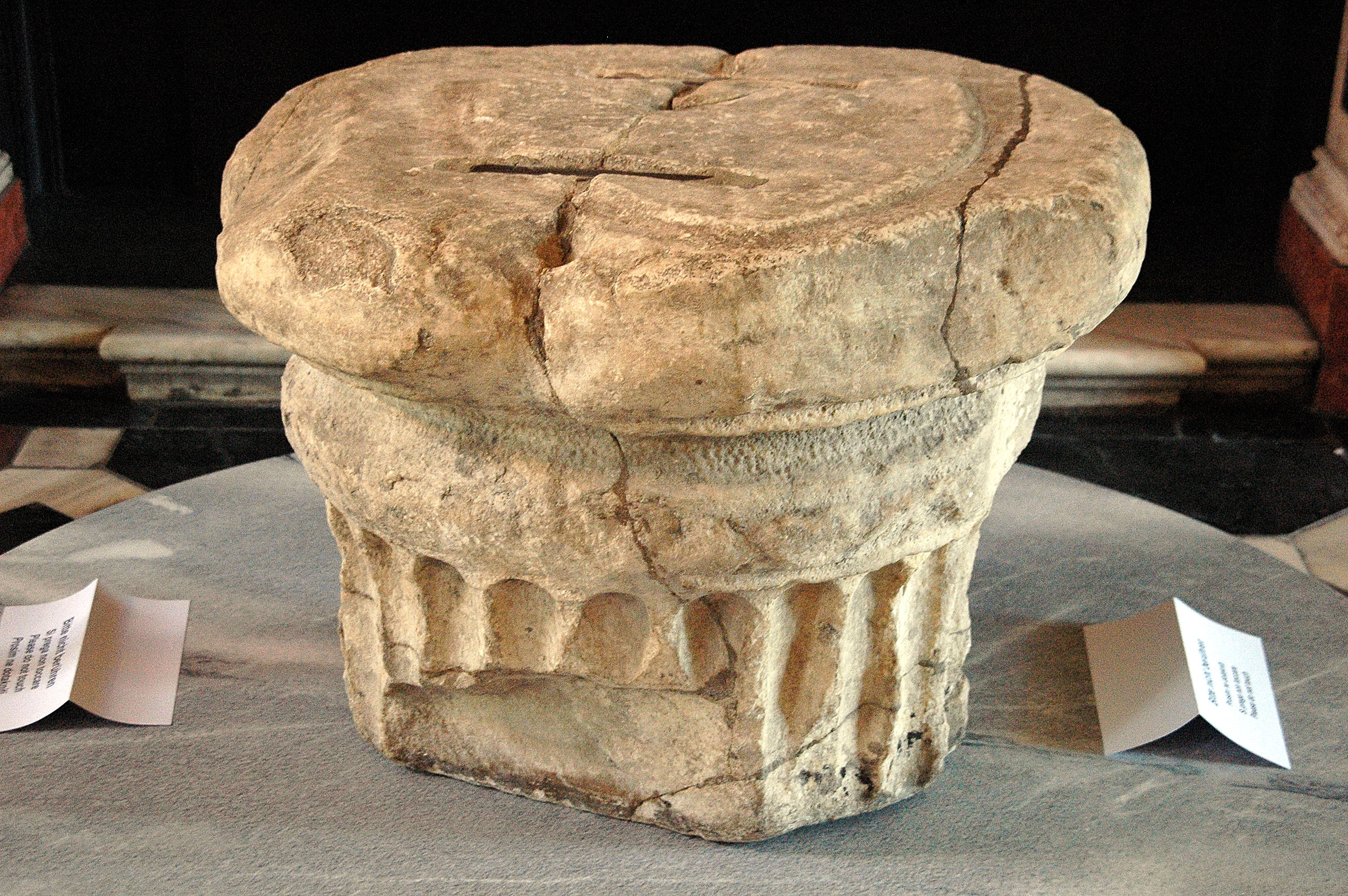
Im Großen Wappensaal ausgestellter „Fürstenstein“ (seit 2006)

#### Kleiner Wappensaal

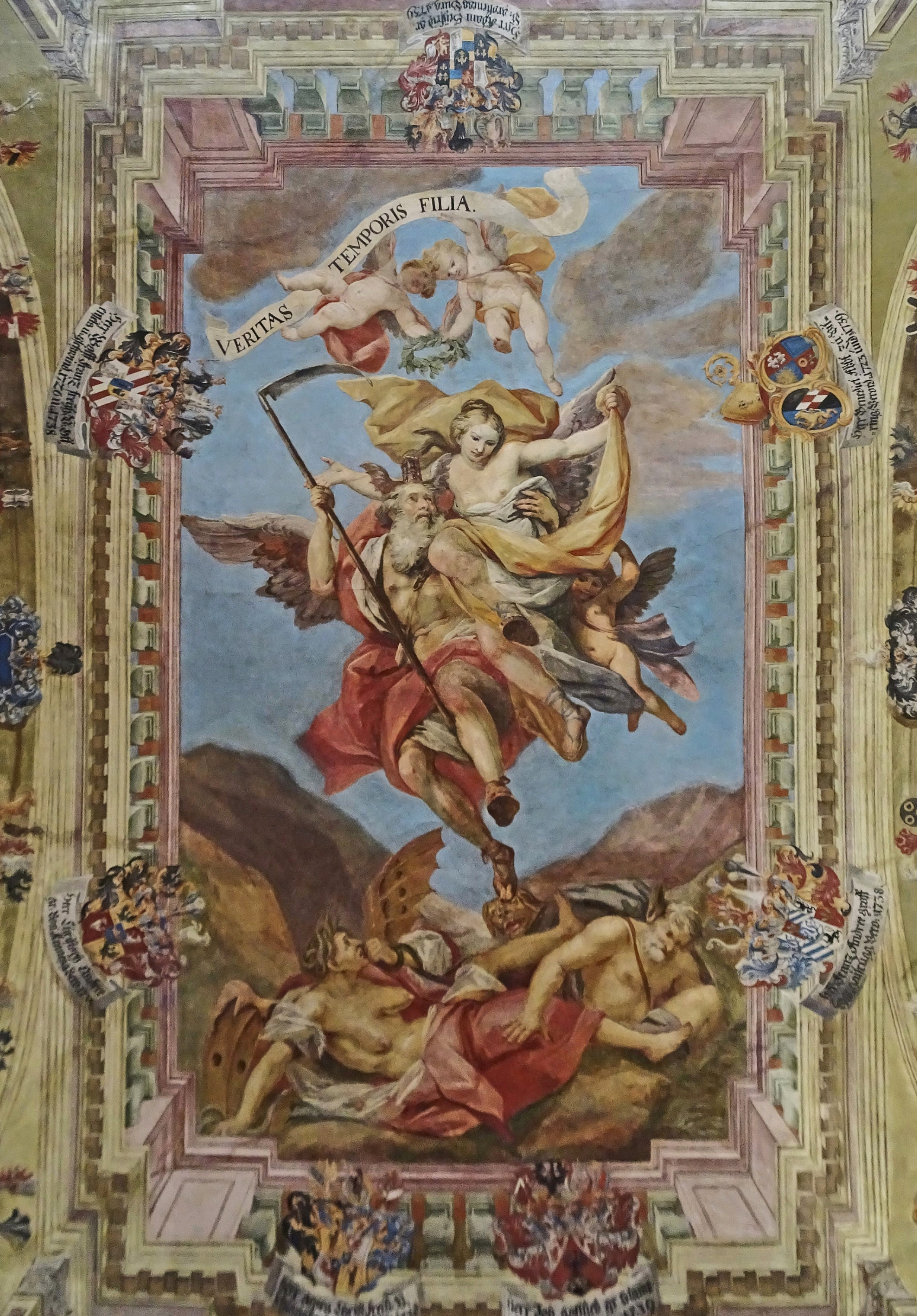
Fromillers Deckengemälde im kleinen Wappensaal

Im Kleinen Wappensaal, früher Ratsstube genannt, fanden in der ständischen Epoche die Sitzungen der Verordneten Stelle (Vorläufer der Landesregierung) statt. Der Raum ist 10 × 6,5 Meter groß und besitzt an der Nord- und Südseite je zwei Fenster in tiefen Nischen. Der Saal wurde im Jahr 1740 von Fromiller gestaltet. Hier zeigen die Wände 298 Wappen der Burggrafen, Generaleinnehmer, Landespräsidenten, Verordneten und der letzten adeligen Landeshauptleute von Kärnten. Die Flachdecke zeigt Scheinarchitektur und ein allegorisches Fresko Veritas temporis filia (Die Wahrheit als Tochter der Zeit).

#### Sitzungssaal
Der Sitzungssaal, ursprünglich als Landstube bezeichnet, wurde von Beginn an als Sitzungssaal verwendet. Der Raum umfasst 4 × 2 Fensterachsen und misst rund 18 × 9 Meter. Seit dem Jahr 1927 reicht er über zwei Geschoße. Die heute noch erhaltenen Fresken Lobissers aus dem Jahr 1928 an der Nordwand tragen von links nach rechts folgende Titel:
- „Auszug zum (Abwehr)Kampf“
- „Verbrüderung (Agitation)“
- „(Jubel nach der) Volksabstimmung“

Die von Lobisser im Jahr 1938 gemalten Fresken wurden im Jahr 1945 verdeckt. Die Ostseite wurde im Jahr 1970 durch die Errichtung der Besuchergalerie zerstört, die anderen Fresken wurden im Jahr 2000 abgetragen.
Sie zeigten die folgenden Szenen:
- „Zeit der Illegalität“, an der Ostseite: Eine Mutter mit drei Kindern steht vor einer Gefängnismauer.
- „Erwartung“ (des Anschlusses), an der Südwand, an das vorige Bild anschließend: Das Bild zeigt einen Studenten mit einem Hakenkreuz im Buch, eine Mutter, die ihr Kind hochhält und weitere wartende Personen.
- „Stunde der Befreiung“: ein deutscher und ein österreichischer Soldat reichen sich die Hand.
- „Die Botschaft auf dem Lande“: ein hakenkreuzfahnenschwingender Radfahrer überbringt den Bauern die Nachricht vom Anschluss.
- „Illegaler Kämpfer“, in der Südwestecke: er hat einen verbundenen Kopf, hält sich aber aufrecht.
- „Sozialismus der Tat“, an der Westseite: Eine Frau aus dem Altreich verteilt Gaben an österreichische Kinder.
- „Treueschwur“: Kärntner in Tracht umringen mit Deutschem Gruß ein NS-Hoheitszeichen.

#### Koligsaal
Der Saal war ursprünglich 9 × 7 Meter groß, wurde jedoch durch den Einbau von Sanitäranlagen an der Nordseite verkleinert.
Anton Kolig gestaltete den Saal in den Jahren 1929 und 1930 zusammen mit seinen Studenten, und zwar unter anderen Anton Mahringer, Karl Bertsch und Karl Kraus. Die Gemälde wurden im Jahr 1938 zerstört. Bis heute erhalten sind nur Skizzen Koligs sowie Schwarzweiß-Fotos. Otto Demus hat die Bilder im Jahr 1930 ausführlich beschrieben. Über die Farbgestaltung der Fresken ist wenig bekannt, jedoch war die Decke des Raumes in Edelrostgrün, der Boden in Ziegelrot gehalten.
- An der Ostwand: Jünglinge, in denen sich Koligs Schüler identifizieren lassen, tragen Balken, um die Werkstätte zu erbauen. Eine nackte Frau in der Mitte reicht dem mit dem Rücken zum Betrachter stehenden Anton Mahringer ein Ei als Liebesgabe und/oder Fruchtbarkeitssymbol. Durch die Tür getrennt ist das folgende Bild: Anton Kolig steht vor einem Gemälde „Madonna mit Kind“. Ein Schüler reicht ihm demütig gebückt eine Schale mit Farben.
- An der Nordwand befand sich das „Gastmahl“, das sich stark an der Ikonographie des Letzten Abendmahls orientierte. Die Figuren lassen sich großteils identifizieren. Unter ihnen befinden sich Kolig, Anton Mahringer, Josef Friedrich Perkonig und Alois Maier-Kaibitsch.
- An der Westwand befanden sich links drei Burschen, die in freier Natur singen. Rechts davon kauern zwei Liebespaare, einer der Männer reicht seiner Geliebten eine Perlenkette. Durch eine Tür getrennt, folgt die Mägdekammer: Drei Frauen entkleiden sich, eine davon ist sichtlich schwanger. Dieses Motiv zeigt Anklänge an die Motive der Drei Grazien bzw. das Urteil des Paris.
- An der Südwand, der Fensterwand, befand sich angrenzend an die Westwand ein hessisches Bauernpaar, das sich über einen offenen Kindersarg beugt. Davor sitzt ein kleines Kind. Dieses Bild war eine Hommage an das Stifterland Hessen-Nassau. Der Mittelpfeiler zeigte eine zweifigurige Gruppe „Aufblickende Gestalt und aufschwebender Genius“ mit der Inschrift: „Hessen-Nassau / Kärnten / Werkst. Kolig“. In den Fensterlaibungen befanden sich vier Soldatenfiguren, die in Anspielung auf den Kärntner Abwehrkampf den Raum gegen Süden hin „bewachen“.

Cornelius Kolig hat in seiner Gestaltung des Koligsaals im Jahr 1998 Elemente seines Großvaters mit neuen Elementen verbunden. Anton Koligs Bilder „Gastmahl“, „Mägdekammer“ sowie die Sänger mit den Liebespaaren wurden als großflächige, einfarbige Reproduktionen angebracht. Dazwischen befinden sich Installationen von Cornelius Kolig: Der Flieger, ein schwarzer, männlicher Torso, der über dem Bauchnabel in einen Balken übergeht; eine Wand mit roten Rosen. Die zwei Türen an der West- und Ostseite sind Schiebetüren aus Nirosta. Fensterseitig zieht sich über die ganze Front der Schriftzug „TAT“, gegenüber, an der bronzefarbenen Schiebetür vor der Toilette, der kleine Schriftzug „ORT“.

## Derzeitige Nutzung
Das Landhaus Klagenfurt ist heute Sitz des Kärntner Landtags, der regelmäßig – meist donnerstags – im Sitzungssaal tagt. In den historischen Räumlichkeiten im ersten und zweiten Stock haben die Landtagsparteien ihre Büros.
Der Große und Kleine Wappensaal sowie der Sitzungssaal und Koligsaal können während der Sommermonate durch eine Führung besucht werden. Seit dem Jahr 2003 befindet sich im ersten Stock die Landhaus-Galerie.
Im Erdgeschoß und Teilen des Kellers befindet sich heute das Restaurant Gasthaus im Landhaushof. In den Kellerräumlichkeiten gab es in den 1990er Jahren eine engagierte Kulturinitiative Theater im Landhauskeller.